# Золотой мальчик (фильм, 2014)
«Золотой мальчик» (итал. Un ragazzo d'oro) — итальянский комедийно-драматический фильм 2014 года. Автором сценария и режиссёром стал Пупе Авати. Фильм получил награду за лучший сценарий на Монреальском кинофестивале в 2014 году.

## Сюжет
Давид работает копирайтером, чей отец был киносценаристом. После смерти отца он оставляет всё, что у него есть, и переезжает в Рим, где встречает актрису, ставшую издателем по имени Людовика, которая хочет выпустить автобиографию своего отца.

## В ролях
- Риккардо Скамарчо – Дэвид
- Шэрон Стоун – Людовика Штерн
- Кристиана Капотонди – Сильвия
- Валери Марини – подружка Дэвида
- Джованна Ралли - мать Дэвида